# Mihail Tcaciuc
Mihail Tcaciuk (în ucraineană Михайло Анатолійович Ткачук, Mîhailo Anatoliovici Tkaciuk; n. 17 decembrie 1971) este un fost fotbalist ucraineano-moldovean, care a jucat pe postul de atacant. A evoluat în Divizia Națională și Prima Ligă Rusă.